# A Political Tramp
A Political Tramp è un cortometraggio muto del 1916 diretto da Louis W. Chaudet (Louis Chaudet).

## Produzione
Il film fu prodotto dalla Nestor Film Company.

## Distribuzione
Distribuito dall'Universal Film Manufacturing Company, il film - un cortometraggio di una bobina - uscì nelle sale cinematografiche USA il 6 novembre 1916.